# Delta point suscrit
Cette page contient des caractères spéciaux ou non latins. S’ils s’affichent mal (▯, ?, etc.), consultez la page d’aide Unicode.
Delta point suscrit (capitale: Δ̇, minuscule: δ̇) est une lettre additionnelle grecque, utilisée dans l’alphabet grec albanais des Arvanites au XIXe siècle. Il s’agit de la lettre Δ diacritée d’un point suscrit.

## Utilisation
Le δ̇ est utilisé par certains auteurs pour translittérer la lettre latine d et notamment le son français /d/, dans l’Encyclopédie Eleftheroudakis publiée en 1930, par exemple dans ‹ Β̇άγ̇δ̇αδ̇ › pour ‹ Bagdad ›, ou dans la traduction de Christophos Christidès du Discours de la méthode de René Descartes publiée en 1976.

## Représentations informatiques
L’delta point suscrit peut être représente avec les caractères Unicode suivants (grec et copte, diacritiques):
| formes    | représentations | chaînes de caractères | points de code | descriptions                                             |
| --------- | --------------- | --------------------- | -------------- | -------------------------------------------------------- |
| capitale  | Δ̇               | Δ◌̇                    | U+0394 U+0307  | lettre majuscule grecque delta diacritique point suscrit |
| minuscule | δ̇               | δ◌̇                    | U+03B4 U+0307  | lettre minuscule grecque delta diacritique point suscrit |